# I’m a Shy Guy: A Tribute to the King Cole Trio & Their Music
I’m a Shy Guy: A Tribute to the King Cole Trio & Their Music ist ein Jazzalbum von Ed Reed. Die wohl 2012 entstandenen Aufnahmen erschienen am 1. Oktober 2013 auf Blue Shorts Records. Es ist dem Nat King Cole Trio und deren Musik gewidmet. Es war das letzte Album des Sängers.

## Hintergrund
Der aus San Francisco stammende Sänger Ed Reed war ein Zeitgenosse der Westküsten-Jazzgrößen Art Pepper, Frank Morgan, Dexter Gordon, Wardell Gray und Hampton Hawes, notierte C. Michael Bailey. Wie bei anderen Künstlern dieser Gruppe wurde Reeds musikalische Karriere durch Drogen unterbrochen. Im Gegensatz zu Pepper und Morgan, die gegen Ende ihrer Karriere vielbeachtete Comebacks feierten, nahm Reed erst 2007 im Alter von 78 Jahren erstmals auf, als sein Debütalbum Ed Reed Sings Love Stories entstand.
Reed erinnert sich eindringlich an sich als wenig selbstbewussten 14-Jährigen im Jahr 1943, der so schüchtern war, dass er mit Mädchen „sprach“, indem er ihnen am Telefon Liebeslieder des Nat-King-Cole-Trios vorsang. Als Teenager in Los Angeles hatte Reed die Gelegenheit, das Trio von King Cole an seiner Schule, der Jordan High in Watts, auftreten zu sehen, und als er nach dem Konzert die Gelegenheit hatte, seinen Helden zu treffen, war er zu schüchtern, um „Hallo“ zu sagen oder Nat Coles Hand zu schütteln.
Reed stellte für das Album eine Hommage an das King-Cole-Trio mit 13 Liedern zusammen, die die Gruppe in den 1940er-Jahren aufgenommen hatte, sowie dem nach der Trio-Phase entstandenen Lieblingsstück von Nat King Cole „Unforgettable“ aus dem Jahr 1951. Die Liedauswahl umfasst Reeds Bearbeitungen der Trio-Hits „That Ain't Right“, „I'm Lost“, „Straighten Up and Fly Right“, „I Just Can't See for Lookin'“, „It’s Only a Paper Moon“ und „I'm a Shy Guy“, ebenfalls Versionen weniger bekannterer Trio-Stücke wie „Baby, Baby All the Time“ von Bobby Troup, Louis Jordans „Is You Is or Is You Ain’t My Baby“, außerdem „Meet Me at No Special Place“, „’Tis Autumn“, „I Realise Now“, „That's the Beginning of the End“ und „This Will Make You Laugh“.
Laurie Antonioli, Co-Produzentin und Jazzsängerin, meinte zu den Nat-Cole-Sessions:„Am ersten Tag der meisten Aufnahmeprojekte braucht es Zeit, bis sich die Leute eingewöhnt haben, der Sound stimmt und man hoffentlich ein paar Melodien aufnehmen kann. Das ist bei der „Nat“-Session nicht passiert. Erstens war vom ersten Song an alles da. Der Sound, die Band, die Tempi und die Interaktion. Aber am wichtigsten war, dass Ed eine gute Stimme hatte und ein echter Profi war – wie Frank Sinatra oder so. Ich denke, es gibt mindestens fünf erste Takes von diesem ersten Tag... Abgesehen von einigen kleineren technischen Dingen am Gesangsende bestand meine Aufgabe einfach darin, zu sagen: „Lass uns weitermachen.“ Der Fluss war magisch und jeder konnte ihn spüren... Am nächsten Tag war der Großteil der Aufnahme  beendet.“

## Titelliste
- Ed Reed: I'm a Shy Guy: A Tribute to the King Cole Trio & Their Music  ()[3]

1. I Just Can’t See for Lookin’ (King Cole [als „Nadine Robinson“], Arnold 'Dok' Stanford)
2. Baby Baby All the Time (Bobby Troup)
3. Unforgettable (Nat Cole)
4. Is You Is Or Is You Ain’t My Baby (Louis Jordan)
5. I’m a Shy Guy (Nat Cole)
6. That’s the Beginning of the End (Nat Cole)
7. Meet Me at No Special Place (Harry Pyle, Arthur Terker)
8. I’m Lost (Nat Cole)
9. ‘Tis Autumn (Henry Nemo)
10. It’s Only a Paper Moon (Harold Arlen, E. Y. Harburg)
11. That Ain’t Right (J. Mayo Williams & Nat Cole)
12. I Realize Right (Miller, Cowan)
13. This Will Make You Laugh (Nat Cole)
14. Straighten Up and Fly Right (Nat Cole, Irving Mills)

## Rezeption

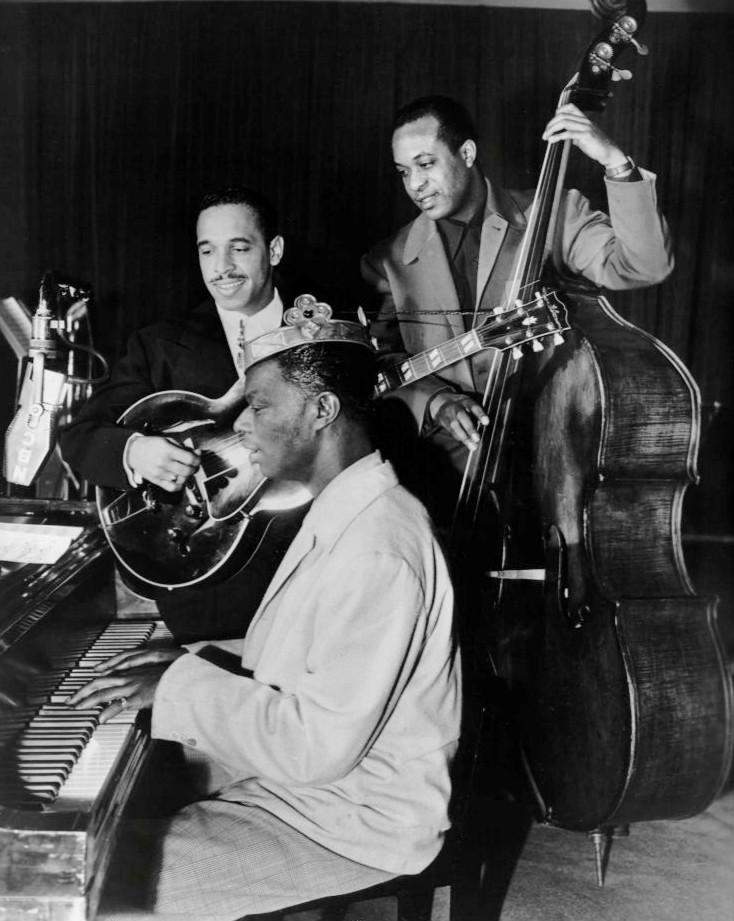
Das Nat-King-Cole-Trio mit Oscar Moore und Johnny Miller 1947

Nach Ansicht von C. Michael Bailey, der das Album in All About Jazz rezensierte, bleibt Reeds Leistung stets auf einem erstaunlichen, sogar übernatürlichen Niveau. Die Gefahr bei solchen Sitzungen bestehe sonst darin, dass alles zu einfach erscheint und wirklich außergewöhnlicher Jazzgesang, insbesondere männlicher Jazzgesang, alles andere als das sei. Nichtsdestotrotz habe Reed die Aufgabe übernommen und diese zu einer mühelosen Angelegenheit gemacht. Unterstützt von einem Klavier-Gitarren-Quintett spielte Reed besser und weniger bekanntes Material aus Nat Coles Repertoire. Bobby Troupes „Baby Baby All the Time“ und Coles zeitloses „Unforgettable“ würden neben „It’s Only a Paper Moon“ und „Straighten Up and Fly Right“ zu den bekannteren Stücken gehören. „Can't See for Lookin“ und „That's the Beginning of the End“ und „Meet Me at No Special Place“ stellten die prägnanteren und weniger bekannten Cole-Klassiker dar, aus denen diese hervorragende Sammlung bestehe, in der Ed Reed Cole wie Ed Reed singt und nicht jemand, der Cole imitiert. Es sei dieser Touch, der den Reiz von I'm a Shy Guy ausmache. Dies sei eine großartige Hommage an das King-Cole-Trio und ihre außergewöhnliche Musik.